# Spirorbis pusilloides
Spirorbis pusilloides är en ringmaskart som först beskrevs av Bush 1904.  Spirorbis pusilloides ingår i släktet Spirorbis och familjen Serpulidae. Inga underarter finns listade i Catalogue of Life.